# Stein Erik Lauvås

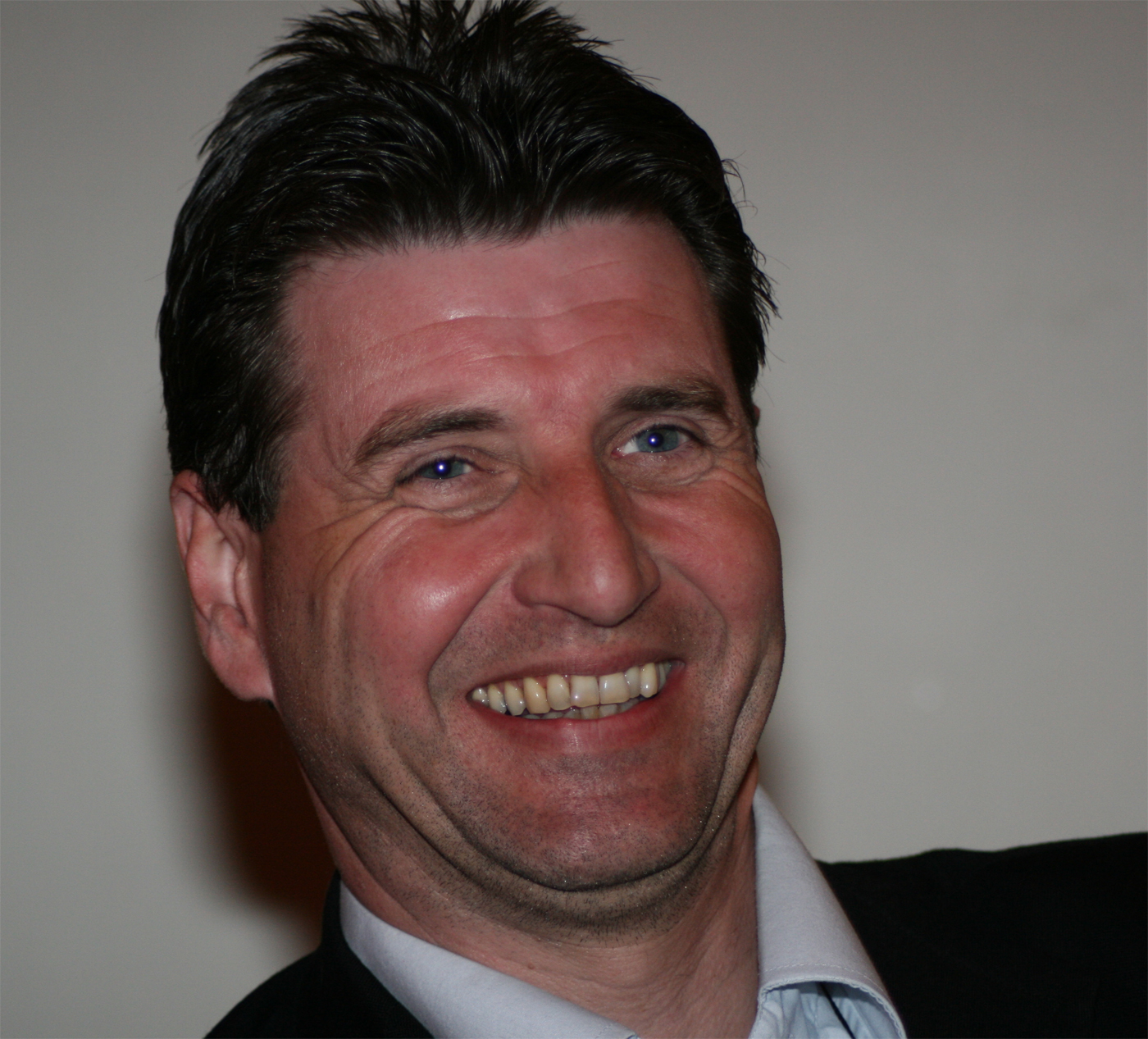
Stein Erik Lauvås, 2009

Stein Erik Lauvås (* 3. Mai 1965 in Porsgrunn) ist ein norwegischer Politiker der sozialdemokratischen Arbeiderpartiet (Ap). Seit 2013 ist er Abgeordneter im Storting.

## Leben
In den 1980er-Jahren arbeitete Lauvås als Hilfsarbeiter und später als Automechaniker in verschiedenen Positionen. Ab 1994 arbeitete er für die Jugendorganisation Arbeidernes Ungdomsfylking und den Gewerkschaftsdachverband Landsorganisasjonen i Norge (LO). So war er von 1995 bis 1998 der Jugendsekretär der LO. Zwischen 1999 und 2001 war er Generalsekretär des Norwegischen Filmverbands Norsk Filmforbund. In den Jahren 1991 bis 1995 sowie erneut von 2003 bis 2013 war er Mitglied im Kommunalparlament der Gemeinde Marker. Ab 2003 war er dabei der Bürgermeister der Kommune.
Lauvås zog bei der Parlamentswahl 2013 erstmals in das norwegische Nationalparlament Storting ein. Dort vertritt er den Wahlkreis Østfold und er wurde Mitglied im Kommunal- und Verwaltungsausschuss. Dort verblieb er auch nach der Wahl 2017, im März 2020 wurde er zweiter stellvertretender Vorsitzender. In der Zeit von März 2020 bis September 2021 gehörte er dem Fraktionsvorstand der Arbeiderpartiet an. Im Anschluss an die Stortingswahl 2021 wechselte er in den Energie und Umweltausschuss. Im Vorfeld der Parlamentswahl 2025 zog er sich von der Kandidatur für einen Platz der Wahlliste im Wahlkreis Østfold zurück. Im Dezember 2024 forderte er angesichts schlechter Wahlumfragen als erster Ap-Spitzenpolitiker öffentlich, dass Jonas Gahr Støre als Parteivorsitzender und Kjersti Stenseng als Generalsekretärin ausgetauscht werden sollten.